# Койот против «Акме»
«Койот против „Акме“» (англ. Coyote vs. Acme) — предстоящий анимационно-игровой фильм режиссёра Дэйва Грина и продюсера Джеймса Ганна по мотивам короткометражных эпизодов про Хитрого Койота и Дорожного бегуна. В основе сюжета лежит эссе Яна Фрейзера о противостоянии компании «Акме» и койота Вайла. Это первый сольный фильм Looney Tunes и первый, поддерживающий формат IMAX 3D. 
Выпустить фильм, посвящённый определённому герою франшизы (Марсианин Марвин, Пепе ле Пью, Вайл И. Койот), Warner Bros. собиралась ещё на волне популярности спортивного блокбастера «Космический джем», но ни один из запланированных проектов так и не был реализован, пока в 2018 году не было официально заявлено, что «Койот против „Акме“» находится на ранней стадии пре-продакшна. В декабре 2020 года ведущими сценаристами картины назначены Джеймс Ганн — режиссёр кинотрилогии «Стражи Галактики» и боевика «Отряд Самоубийц: Миссия навылет», и Сами Бёрч, ранее снимавшая короткий метр и дебютировавшая сценаристом фильма «Май декабрь». Проект будет сочетать в себе элементы комедии и судебной драмы, а также гибридный стиль по типу «Кто подставил кролика Роджера».
В широкий прокат должен был выйти 21 июля 2023 года, но из-за изменении в расписании был отложен на неопределённый срок, пока 9 ноября того же года стало известно, что фильм собираются отменить и убрать в хранилище студии. 31 марта 2025 года Warner Bros. продала права на фильм дистрибьютеру Ketchup Entertainmen.
«Койот против „Акме“» выйдет в кинотеатрах 28 августа 2026 года. Главные роли исполнили Уилл Форте, Лана Кондор и Джон Сина.

## Сюжет
Преисполненный решимости уничтожить «Акме» — производителя некачественной анимационной продукции — Вайли Койот покидает пустыню и отправляется в Альбукерке, где заручается услугами Кевина — измученного адвоката с рекламного объявления (Уилл Форте). Вскоре этот динамичный дуэт вместе с амбициозной и добросердечной племянницей Кевина Пейдж (Лана Кондор) оказываются по уши в проблемах ещё до того, как им предстоит предстать перед судом с устрашающим адвокатом «Акме» (Джон Сина).

## В ролях
| Актёр (актриса)              | Персонаж                           |      |
| Люди                         | Люди                               | Люди |
| ---------------------------- | ---------------------------------- | ---- |
| Уилл Форте                   | Кевин Эйвери, адвокат Койота       |      |
| Джон Сина                    | Бадди Крейн, адвокат «Акме»        |      |
| Лана Кондор                  | Пейдж, племянница Кевина           |      |
| Хэйес Харгроув               | репортёр Big Time News             |      |
| Пи Джей Бирн                 | Билл                               |      |
| Нэнси Лайнхэн-Чарльз         | Черри                              |      |
| Луис Гусман                  | судья                              |      |
| Стивен Бёрд                  | юрисконсульт «Акме»                |      |
| Мультипликационные персонажи |                                    |      |
| Эрик Бауза                   | Койот, Даффи Дак, Марсианин Марвин |      |
| Джефф Бергман                | Багз Банни, Фоггорн Леггорн        |      |
| Такер Хоукей                 | Дорожный Бегун                     |      |
| Боб Берген                   | Твити, Порки                       |      |
| Кэнди Мило                   | Бабуля                             |      |

## Производство

### Другие проекты Looney Tunes
После кассового провала фильма «Луни Тюнз: Снова в деле» в 2003 году идея перезапустить мультяшную франшизу на больших экранах у студии Warner Bros. появилась лишь спустя пять лет с анонсом 29 июля 2008 года рождественской комедии об инопланетянине Марвине с Майком Мейерсом и Кристофером Ли в главных ролях. Однако по необъяснимой причине съёмки фильма, выход которого был назначен на 7 октября 2011 года, отменили и от них осталась только небольшая сцена, в настоящее время доступная для просмотра.
В одно время с «Койотом», 7 октября 2010 года, началась подготовка съёмок истории про Пепе ле Пью. Анимационная лента под названием «Город огней» (англ. City of Light) про парижского скунса и его любовного интереса, кошку Пенелопу, должен был сочетать в себе жанр французских комедий про ограбления 60-х годов с элементами романтической драмы. Озвучивать персонажа должен был Майк Мейерс, а в числе других героев фигурировали кот Сильвестр, охотник Элмер Фадд и Вайл И. Койот. В июле 2016 года на ежегодной выставке Comic-Con в Сан-Диего Макс Лэндис заявил, что участвует в написании сценария. В сети можно найти два сценарных листа с диалогами персонажей и несколько концепт-артов.

### Съёмочная группа
После кассового успеха «Космического джема» с Майклом Джорданом предполагалась целая серия фильмов с героями Looney Tunes. В 2000 году Брайан Линч подготовил пилотный сценарий для фильма с Вайл И. Койотом под рабочим названием «Space Count». Его сюжет во многом следовал оригинальной истории Яна Фрейзера, но так и не был принят из-за заморозки картины.
В 2010 году братья Дэн и Кевин Хейгмены захотели возобновить съёмки фильма по собственному сценарию, однако оба вскоре оказались вовлечены в другой проект студии — «Лего: Фильм». Вместо полнометражной ленты студия выпустила несколько CGI-серий про Койота и Дорожного бегуна («Падения койота», «Луни Тюнз: Летающие меха», «Бешеный райдэр»).
В августе 2014 года появилась информация, что Эшли Миллер и Зак Стенц подготовят сценарий для фильма под рабочим названием «Акме». Сюжет картины не имел ничего общего с вселенной Луни Тюнз и не опирался на сценарий Дженни Слейт от 2012 года. Ожидалось, что к съёмкам присоединятся Гленн Фикарра и Джон Рекуа (в качестве соавторов), а также Дэн Линь и Рой Ли (как продюсеры).
28 августа 2018 года издание Variety сообщило о поиске Warner Bros. режиссёра для фильма, получившего название «Койот против „Акме“». Работу над сценарием поручили братьям Джону и Джошу Сильберманам, для которых это будет первый крупный проект. Продюсировать ленту пригласили Криса Маккея, снявшего мультфильм «Лего Фильм: Бэтмен».
В январе 2019 Warner Bros. Animation сделала пост с названиями своих запланированных проектов, находящихся в разработке, согласно которому производство «Койота» должно было начаться в период между 2019 и 2020 годами.
17 декабря 2019 стало официально известно, что на режиссёрскую должность назначен Дэйв Грин. На следующий день в сети опубликовали короткометражный испанский мультфильм «Afterwork» 2017 года, повествующий об испытавшем нервный срыв от переработки и погони за ожившей морковью кролике Ворчуне (англ. Grumpy), и сочетающий в себе классическую двухмерную и трёхмерную анимации. Луис Усон, ведущий режиссёр, являясь большим поклонником творчества Чака Джонса, признался, что источником вдохновения и метафоры для него служило бесконечное преследование Койотом своего противника, которое «всегда заканчивается неудачей».
Через год, 24 декабря 2020 года, появилась новость, что к Сильберманам в подготовке сценария присоединятся Джереми Слейтер, Сами Бёрч и Джеймс Ганн, сменивший Криса МакКея на посту продюсера. В тот же день в своём Твиттер-аккаунте Слейтер объявил о завершении им чернового варианта сюжета по оригинальной идее Ганна.
Съёмки фильма начались 1 апреля в Альбукерке, штат Нью-Мексико и завершились 28 мая 2022 года. Созданием анимации и визуальных эффектов занимается английская студия DNEG. Все мультипликационные персонажи второго плана были выполнены в классической 2D-анимации..
В производстве задействовано 180 членов съёмочной группы, 49 главных и второстепенных актёров и примерно 2120 жителей Нью-Мексико, выступающих в роли массовки.

### Подбор актёров
В черновом сценарии Брайана Линча образ адвоката Койота писался специально под популярного на тот момент Брендана Фрейзера, в дальнейшем исполнившего главную роль в другом фильме франшизы — «Луни Тюнз: Снова в деле». В отменённом проекте «Акме» на роль председателя корпорации рассматривался Стив Карелл.
16 февраля 2022 года издание The Hollywood Reporter сообщило, что Джон Сина сыграет антагониста фильма. По словам самого Сины, он очень взволнован новым образом, который будет отличаться от его прошлых ролей. Актёр надеется, что участие в «Койоте» даст ему возможность показать себя с другой стороны, и будет иметь такой же результат, как в «Миротворце».
9 марта актёрский состав пополнили Уилл Форте и Лана Кондор.
В Альбукерке также проводился кастинг на роли второго плана и захвата движения.

### Выход
Изначально фильм должен был выйти в прокат 21 июля 2023 года, однако в рамках проведения мероприятия CinemaCon 2022 Warner Bros. передвинули премьеру на неопределённый срок ради двух других своих проектов «Барби» и «Оппенгеймер».
16 октября 2022 года прошёл закрытый показ фильма для съёмочной группы, о чём в своём TikTok сообщил Эрик Бауза — постоянный актёр озвучивания персонажей Looney Tunes. 3 июня 2023 года в кинотеатре AMC Northridge 10 Лос-Анджелеса состоялся ограниченный показ для массового зрителя. Просмотр был полностью бесплатным, а посетителем мог стать любой гражданин или турист, заполнивший заявку на сайте афиши.
31 декабря 2023 года Эрик Бауза выложил у себя пост со словами «Увидимся в 2024!!» и кадром из фильма, намекая на то, что выход стоило ожидать в этом году.  
26 июля 2025 года на выставке Comic-Con в Сан-Диего показали новые кадры, первый постер, отрывок из фильма и огласили официальную дату премьеры — 28 августа 2026 года.

## Отмена и возврат

### Первая попытка отмены
9 ноября 2023 года стало известно об отмене фильма. Несмотря на положительные отзывы и готовность, проект отложили на полку. Причиной этому послужило изменение глобальной стратегии Warner Animation Group в июне 2023 года, неуверенность в кассовом успехе и концентрация на театральных релизах. Студия собиралась получить обратно 30 миллионов долларов в виде налогового вычета из бюджета в 72 миллиона. Таким образом, «Койот против „Акме“» может стать третьим фильмом Warner Bros. после «Бэтгёрл» и «Скуби Ду! Отдых с привидениями», отменённым ради налоговых вычетов.

### Реакция общественности
Посмотревший фильм режиссёр БенДэвид Грабински признался, что это был лучший проект с гибридной съёмкой со времён «Кто подставил Кролика Роджера», а концовка буквально «заставляла плакать».
О том, что картина не увидит свет, съёмочная команда узнала в тот же день из социальных сетей. Руководитель проекта Дэйв Грин выложил на своём аккаунте пост с выражением сожаления и благодарности всем принимающим участие над проектом, а композитор Стивен Прайс опубликовал видео с записью одной из музыкальных тем к фильму — кавер-версии композиции «1812 год» П. И. Чайковского.
Против политики студии в отношении «Койота» высказались известные кинематографисты и композиторы, в частности — Фил Лорд и Кристофер Миллер, Скотт Дерриксон и Брайан Даффилд, Гэри Уитта и Дэниел Пембертон, а многие режиссёры стали отменять свои встречи с Warner Bros.
Стивен Бёрд, один из актёров второго плана, создал петицию с требованием вернуть фильм.
Конгрессмен от штата Техас Хоакин Кастро призвал провести расследование по отношению к Warner Bros: «Тактика студии по отказу от полностью снятых фильмов ради налоговых льгот является хищнической и антиконкурентной… это все равно, что сжечь здание ради денег по страховке», — написал политик.
31 мая 2024 года ситуацию с «Койотом» прокомментировали режиссёры фильмов «Плохие парни навсегда» и «Бэтгёрл» Адиль Эль Арби и Билал Фалла: «Я считаю, что фильмы должны смотреть зрители, и им же их оценивать», — сказал Эль Арби.
15 августа 2024 года Джон Сина отреагировал на отмену фильма, назвав решение Warner Bros. «правильным», несмотря на то, что сам остался огорчён данным ходом студии. «Я бы хотел, чтобы фильму дали шанс. Но я лишь один человек. И если бы его отложили, я бы подумал, что это было сделано по правильным причинам, и это было хорошее деловое решение. Я думаю, что я бы испытал огромное сожаление и стыд, если бы, оглядываясь на наследие фильма, увидел, что его отложили по другим причинам. Я должен верить в процесс», — рассказал актёр изданию TheWrap.

### Поиск покупателя
13 ноября 2023 поступила информация, что руководители Warner Bros. Майкл Де Лука и Пэм Эбди совместно с главой Warner Animation Биллом Дамашке ведут переговоры о передаче прав на экранизацию сторонним дистрибьютерам, которыми могут стать стриминговые сервисы Amazon Prime, Apple TV и Netflix. Причиной такого решения были названы протесты со стороны деятелей киноиндустрии и внутренние споры между студией, съёмочной командой и актёрами. Представители Warner Bros. отказались давать какие-либо комментарии касательно данного случая.
8 декабря издание Deadline сообщило, что наиболее вероятным дистрибьютером может стать компания Paramount, пожелавшая выпустить фильм в кинотеатрах в 2024 году. Второй претендент в лице Amazon до сих пор не подавал заявку на приобретение прав. Сервис Netflix предлагал сумму меньше половины стоимости бюджета, что не устроило Warner Bros, рассчитывавших получить с продажи более 70 миллионов долларов.

### Вторая попытка отмены
9 февраля 2024 года издание TheWrap узнало, что спустя 90 дней после новости об отмене, «Койот против „Акме“» может быть полностью уничтожен, несмотря на всеобщее недовольство. Студия предлагала двенадцати сторонним дистрибьютерам сумму в размере 75-80 миллионов долларов, не идя на уступки, однако ни одна компания не захотела выкупать фильм за такую цену. Руководители Warner Bros. Motion Picture Group Майкл Де Лука и Пэм Эбди, а также президент Warner Bros. Pictures Animation Билл Дамашке отсмотрели только режиссёрскую версию без конечного результата продукта, а Дэвид Заслав, генеральный директор Warner Bros. Discovery, принявший решение о списании проекта на налоги, не видел его ни в каком виде.
10 февраля 2024 года конгрессмен Хоакин Кастро, ранее призывавший к расследованию над действиями Warner Bros. сообщил, что обратился в Министерство юстиции и Федеральную торговую комиссию США с требованием проверить студию на предмет монополии и списания фильмов на налоги ради собственного обогащения.
Примеру политика также последовала защитница прав потребителей и бывший кандидат от Демократической партии в Сенат Лиза МакКормик, призвав Министерство юстиции вмешаться в процесс: «Американцы заплатили Warner Bros. 30 миллионов долларов за этот фильм, чтобы публика имела право посмотреть „Койот против «Акме»“, а не относиться к себе как к Хитрому Койоту» — заявила МакКормик.
17 февраля на ежегодной церемонии вручения премии «Энни» выступил актёр Эрик Бауза с призывом к Warner Bros. выпустить фильм.
29 февраля исполнитель роли адвоката Кевина Уилл Форте выложил обращение к съёмочной группе, в котором выразил разочарование возможной отменой фильма. «Я знаю, что у многих из вас не было возможности посмотреть наш фильм. И к сожалению, похоже, вы никогда его не увидите. Когда я впервые услышал, что наш фильм „отменяют“, я его ещё не видел. И я подумал о том, о чем тогда, скорее всего, подумали многие: наверно это просто куча мусора. Но потом я посмотрел его. И это потрясающе» — говорится в посте актёра..
В ходе проведения 94-й премии «Оскар» 10 марта сценарист Сэми Бёрч рассказала о продолжении переговоров по продаже проекта. 9 апреля 2024 года неназванный источник из Warner Bros. подтвердил, что «Койот против „Акме“» ещё официально не отменён, а заявления про списанные с фильма 35-40 миллионов долларов налогов являются «неточными», что может говорить о возможном выходе фильма на экраны.
В интервью на пресс-конференции фильма Valiant One 25 января 2025 года Лана Кондор призналась, что не имеет сведений о текущем состоянии проекта и назвала своё участие в нём «лучшей работой в своей карьере». 2 февраля своим мнением снова поделился исполнитель роли адвоката Койота Уилл Форте: «Я думал, что это полная чушь. Это такой восхитительный фильм. Он заслуживает намного больше того, что получил. Не знаю, я не могу сказать, почему было принято решение не выпускать его, но от этого у меня кровь закипает», — ответил актёр во время продвижения комедии «Как бы беременна», призывая людей не забывать о действии студии, списавшей фильм для уклонения от налогов.
16 февраля 2025 года ветеран озвучки Looney Tunes Эрик Бауза заявил, что проект может выйти в прокат, если предстоящий фильм компании Warner Bros. «Looney Tunes: Космическое вторжение» заработает достаточно денег.

### Продажа прав
19 марта 2025 поступила информация, что независимая компания-дистрибьютор Ketchup Entertainment, ранее получившая права на выпуск мультфильма  «Looney Tunes: Космическое вторжение», ведёт переговоры с Warner Bros. о выкупе фильма за 50 миллионов долларов. В случае успеха «Койот против „Акме“» может быть выпущен в кинотеатрах в 2026 году. 31 марта 2025 года сделка завершилась продажей прав на фильм. «Мы очень рады заключить сделку с Warner Bros. Pictures, чтобы представить этот фильм зрителям по всему миру. «Койот против „Акме“» — это идеальное сочетание ностальгии и современного повествования, которое передает суть любимых персонажей Looney Tunes и знакомит с ними новое поколение. Мы считаем, что фильм найдет отклик как у давних поклонников, так и у новичков» — прокомментировал успешно завершенные переговоры генеральный директор Ketchup Entertainment Гарет Уэст.
Режиссёр картины Дэйв Грин поблагодарил компанию Ketchup Entertainment и всех тех, кто был неравнодушен к судьбе проекта. «Всё ещё в шоке. Каждому койоту, который не отказался от погони: спасибо. Ваша вера и упорство сохранили нам жизнь. Невозможно выразить словами нашу благодарность за то, что помогли нам поймать эту птицу».
Уилл Форте с восторгом встретил новость о сохранении фильма. На премьере своего сериала «Времена года» 24 апреля 2025 года актёр заявил: «Я собираюсь продвигать его до чёртиков, просто скажите, что вам от меня нужно, и я пойду и сделаю всё, что для этого требуется — подняться на вершину Эвереста? Я там буду».
8 мая 2025 года издание Deadline сообщило, что фильм представят на Каннском кинорынке для продажи международным дистрибьютерам. В качестве международного агента выступит парижская кинокомпания Kinology. Гарэт Уэст так прокомментировал это: «Мы привозим в Канны не просто семейный фильм — мы привозим мировое событие».